# World Hockey Association 1972/1973
World Hockey Association 1972/1973 var den första säsongen av World Hockey Association (WHA). Tolv lag spelade 78 matcher var under grundserien, följt av slutspel om Avco World Trophy. Säsongen inleddes den 11 oktober 1972 och avslutades den 1 april 1973.
New England Whalers vann den första upplagan av Avco World Trophy efter finalseger mot Winnipeg Jets med 4-1 i matcher.
Philadelphia Blazers-spelaren André Lacroix vann poängligan på 124 poäng, 50 mål + 74 assist.
Säsongens målrikaste match spelades den 16 december mellan New England Whalers och Philadelphia Blazers där New England vann med 10-6.
Den 6 januari spelades WHA:s All Star-match mellan Eastern Division och Western Division i Québec inför 5.435 åskådare, East vann matchen med 6-4.

## Grundserien

### Slutställning
Referens:
Not: SM = Spelade matcher, V = Vinster, F = Förluster, O = Oavgjorda, GM = Gjorda mål, IM = Insläppta mål, PIM = Utvisningsminuter, Pts = Poäng
Lag i fetstil vidare till slutspel.
|                      | SM | V  | F  | O | GM  | IM  | PIM  | Pts |
| -------------------- | -- | -- | -- | - | --- | --- | ---- | --- |
| New England Whalers  | 78 | 46 | 30 | 2 | 318 | 263 | 858  | 94  |
| Cleveland Crusaders  | 78 | 43 | 32 | 3 | 287 | 239 | 1095 | 89  |
| Philadelphia Blazers | 78 | 38 | 40 | 0 | 288 | 305 | 1260 | 76  |
| Ottawa Nationals     | 78 | 35 | 39 | 4 | 279 | 301 | 1067 | 74  |
| Quebec Nordiques     | 78 | 33 | 40 | 5 | 276 | 313 | 1354 | 71  |
| New York Raiders     | 78 | 33 | 43 | 2 | 303 | 334 | 900  | 68  |

|                           | SM | V  | F  | O | GM  | IM  | PIM  | Pts |
| ------------------------- | -- | -- | -- | - | --- | --- | ---- | --- |
| Winnipeg Jets             | 78 | 43 | 31 | 4 | 285 | 249 | 757  | 90  |
| Houston Aeros             | 78 | 39 | 35 | 4 | 284 | 269 | 1363 | 82  |
| Los Angeles Sharks        | 78 | 37 | 35 | 6 | 259 | 250 | 1477 | 80  |
| Minnesota Fighting Saints | 78 | 38 | 37 | 3 | 250 | 269 | 843  | 79  |
| Alberta Oilers            | 78 | 38 | 37 | 3 | 269 | 256 | 1134 | 79  |
| Chicago Cougars           | 78 | 26 | 50 | 2 | 245 | 295 | 811  | 54  |

### Poängligan i grundserien
Referens:
Not: SM = Spelade matcher, M = Mål, A = Assists, Pts = Poäng
| Spelare         | Lag                  | SM | M  | A  | Pts |
| --------------- | -------------------- | -- | -- | -- | --- |
| André Lacroix   | Philadelphia Blazers | 78 | 50 | 74 | 124 |
| Ron Ward        | New York Raiders     | 77 | 51 | 67 | 118 |
| Danny Lawson    | Philadelphia Blazers | 78 | 61 | 45 | 106 |
| Tom Webster     | New England Whalers  | 77 | 53 | 50 | 103 |
| Bobby Hull      | Winnipeg Jets        | 63 | 51 | 52 | 103 |
| Norm Beaudin    | Winnipeg Jets        | 78 | 38 | 65 | 103 |
| Chris Bordeleau | Winnipeg Jets        | 78 | 47 | 54 | 101 |
| Terry Caffery   | New England Whalers  | 74 | 39 | 61 | 100 |
| Gord Labossiere | Houston Aeros        | 78 | 36 | 60 | 96  |
| Wayne Carleton  | Ottawa Nationals     | 75 | 42 | 49 | 91  |

## Slutspelet

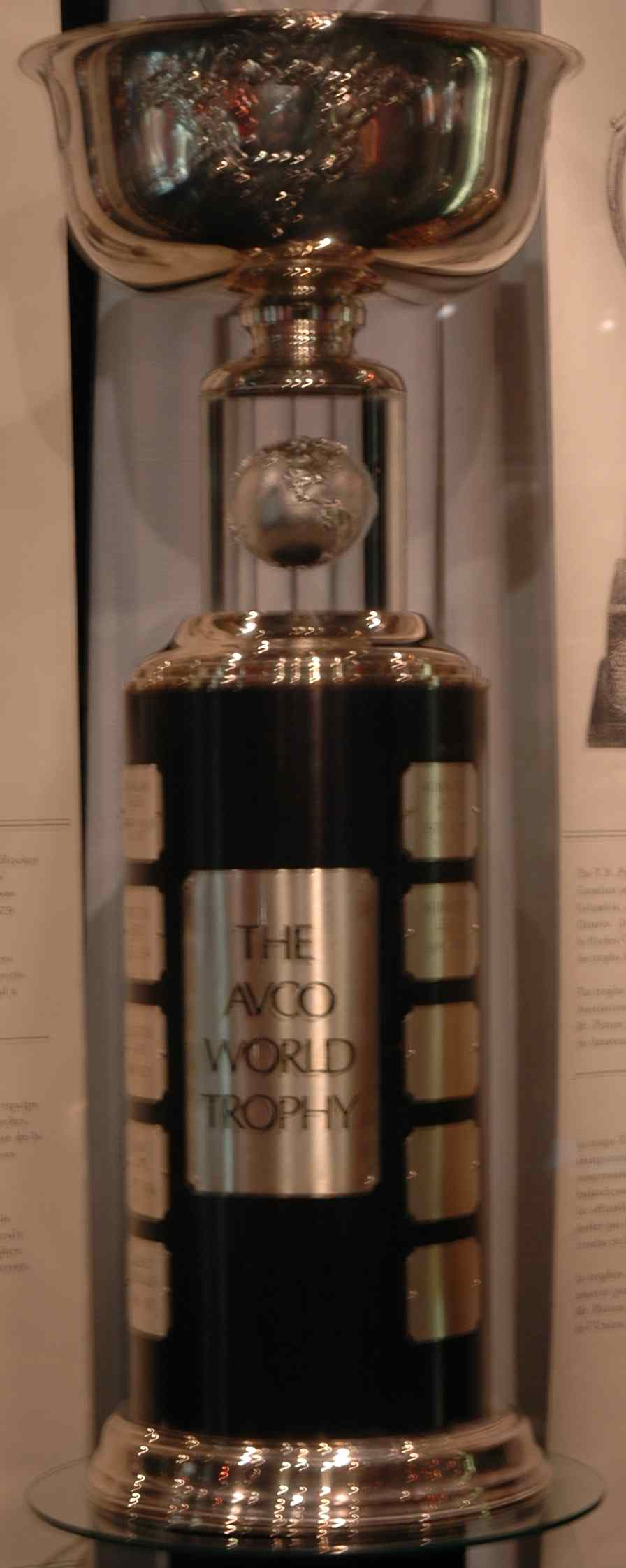
Avco World Trophy

Åtta lag gör upp om Avco World Trophy. Samtliga matchserier avgörs i bäst av sju matcher.
|  | Kvartsfinaler    | Kvartsfinaler        | Kvartsfinaler |                     |    | Semifinaler   | Semifinaler | Semifinaler |  |  | Final | Final | Final |  |
|  |                  |                      |               |                     |    |               |             |             |  |  |       |       |       |  |
|  | E1               | New England          | 4             |                     |    |               |             |             |  |  |       |       |       |  |
|  | E1               | New England          | 4             |                     |    |               |             |             |  |  |       |       |       |  |
|  | E4               | Ottawa Nationals     | 1             |                     |    |               |             |             |  |  |       |       |       |  |
|  | E4               | Ottawa Nationals     | 1             |                     | E1 | New England   | 4           |             |  |  |       |       |       |  |
|  | Eastern Division |                      |               |                     | E1 | New England   | 4           |             |  |  |       |       |       |  |
|  |                  |                      | E2            | Cleveland Crusaders | 1  |               |             |             |  |  |       |       |       |  |
|  | E2               | Cleveland Crusaders  | E2            | Cleveland Crusaders | 1  | 4             |             |             |  |  |       |       |       |  |
|  | E2               | Cleveland Crusaders  |               |                     |    |               |             |             |  |  |       |       |       |  |
|  | E3               | Philadelphia Blazers | 0             |                     |    |               |             |             |  |  |       |       |       |  |
|  | E3               | Philadelphia Blazers | 0             |                     | E1 | New England   | 4           |             |  |  |       |       |       |  |
|  |                  |                      |               |                     |    |               |             |             |  |  |       |       |       |  |
|  |                  |                      | W1            | Winnipeg Jets       | 1  |               |             |             |  |  |       |       |       |  |
|  | W1               | Winnipeg Jets        | W1            | Winnipeg Jets       | 1  | 4             |             |             |  |  |       |       |       |  |
|  | W1               | Winnipeg Jets        |               |                     |    |               |             |             |  |  |       |       |       |  |
|  | W4               | Minnesota            | 1             |                     |    |               |             |             |  |  |       |       |       |  |
|  | W4               | Minnesota            | 1             |                     | W1 | Winnipeg Jets | 4           |             |  |  |       |       |       |  |
|  | Western Division |                      |               |                     | W1 | Winnipeg Jets | 4           |             |  |  |       |       |       |  |
|  |                  |                      | W2            | Houston Aeros       | 0  |               |             |             |  |  |       |       |       |  |
|  | W2               | Houston Aeros        | W2            | Houston Aeros       | 0  | 4             |             |             |  |  |       |       |       |  |
|  | W2               | Houston Aeros        |               |                     |    |               |             |             |  |  |       |       |       |  |
|  | W3               | Los Angeles Sharks   | 2             |                     |    |               |             |             |  |  |       |       |       |  |

## WHA awards
| 1972–1973 WHA awards                      | 1972–1973 WHA awards                    |
| ----------------------------------------- | --------------------------------------- |
| Avco World Trophy                         | New England Whalers                     |
| Ben Hatskin Trophy                        | Gerry Cheevers (Cleveland Crusaders)    |
| Bill Hunter Trophy                        | André Lacroix (Philadelphia Blazers)    |
| Dennis A. Murphy Trophy                   | J. C. Tremblay (Quebec Nordiques)       |
| Gary L. Davidson Award/Gordie Howe Trophy | Bobby Hull (Winnipeg Jets)              |
| Howard Baldwin Trophy                     | Jack Kelley (New England Whalers)       |
| Lou Kaplan Trophy                         | Terry Caffery (New England Whalers)     |
| Paul Deneau Trophy                        | Ted Hampson (Minnesota Fighting Saints) |